# Taika Nakashima
Taika Nakashima (japanisch 中島 大嘉 Nakashima Taika; * 8. Juni 2002 in der Präfektur Osaka) ist ein japanischer Fußballspieler.

## Karriere
Taika Nakashima erlernte das Fußballspielen in der Schulmannschaft der Kunimi High School. Seinen ersten Profivertrag unterschrieb er im Februar 2021 bei Hokkaido Consadole Sapporo. Der Verein aus Sapporo spielte in der höchsten japanischen Liga, der J1 League. Sein Erstligadebüt gab Taika Nakashima am 10. März 2021 im Auswärtsspiel gegen Sanfrecce Hiroshima. Hier wurde er in der 67. Minute für Daiki Suga eingewechselt. Nach insgesamt 26 Ligaspielen wechselte er im Juni 2023 auf Leihbasis zum ebenfalls in der ersten Liga spielenden Nagoya Grampus. Für den Verein aus Nagoya bestritt er elf Ligaspiele. Die Hinrunde der Saison 2024 wurde er an den Zweitligisten Fujieda MYFC ausgeliehen. Hier bestritt er sechs Ligaspiele. Die Rückrunde spielte er ebenfalls auf Leihbasis beim Zweitligisten Mito Hollyhock. Für den Klub aus Mito bestritt er 13 Ligaspiele. Im Februar 2025 kehrte er zu dem in die zweite Liga abgestiegenen Consadole Sapporo zurück.